# Lorenzo Fortunato
Lorenzo Fortunato, né le 9 mai 1996 à Bologne, est un coureur cycliste italien.

## Biographie
Lorenzo Fortunato commence le cyclisme à l'âge de dix ans, après avoir joué au football. Dans les catégories de jeunes, il court pendant de nombreuses saisons à la S.C. San Lazzaro.
Chez les juniors, il s'illustre en obtenant douze victoires. En 2013, il s'impose sur le Trofeo Guido Dorigo. Il termine également cinquième du championnat d'Europe et onzième du championnat du monde juniors. L'année suivante, il se classe troisième du Grand Prix Général Patton et huitième du championnat du monde juniors. Il intègre ensuite le club Mastromarco en 2015 pour ses débuts espoirs (moins de 23 ans). 
En 2016, il prend la quatorzième place du Tour des Fjords, alors qu'il est stagiaire chez Tinkoff. Il effectue un nouveau stage en 2017 chez Bardiani CSF, puis passe finalement professionnel en 2019 au sein de l'équipe Neri Sottoli-Selle Italia-KTM. Dans le même temps, il termine ses études et obtient un diplôme en sciences de la motricité. Pour sa première saison, il se classe quatrième du Tour d'Albanie et sixième du Tour d'Almaty. L'année suivante, il est notamment huitième du Tour de Langkawi.
Il rejoint l'équipe Eolo-Kometa pour la saison 2021. Treizième du Tour des Asturies en avril, il est ensuite sélectionné par son équipe pour disputer le Tour d'Italie, son premier grand tour. Le 22 mai, il remporte la 14ème étape de cette course  dont l'arrivée est jugée au sommet du Zoncolan.
Il signe un contrat pour 2024 et 2025 avec l'équipe Astana. Il remporte le classement du meilleur grimpeur du Critérium du Dauphiné 2024. En 2025, il gagne la 2e étape du Tour de Romandie, réglant au sprint ses quatre compagnons d'échappée et termine à la quatrième place du classement général, une place devant Remco Evenepoel. Arrivé avec son coéquipier Christian Scaroni au sommet de San Valentino à l'issue de la 16e étape du Tour d'Italie, il laisse la victoire à Scaroni, visant plus spécifiquement le gain du maillot bleu de meilleur grimpeur de ce Giro.

## Palmarès

### Palmarès amateur
- 2013
  - Trofeo Guido Dorigo
  - 2e du Gran Premio Sportivi di Sovilla
  - 5e du championnat d'Europe sur route juniors
- 2014
  - 2e étape des Tre Giorni Orobica
  - 3e du Grand Prix Général Patton
  - 8e du championnat du monde sur route juniors
- 2015
  - 3e du Trofeo SC Corsanico
- 2016
  - Trofeo Impresa Edile Fagni
  - 2e du Grand Prix de la ville de Vinci
  - 2e de la Coppa Guinigi
  - 3e de la Coppa 29 Martiri di Figline di Prato
- 2017
  - 3e de la Coppa del Grano
  - 3e du Trophée Learco Guerra
  - 3e de la Coppa Varignana
  - 3e du Trofeo SC Corsanico

### Palmarès professionnel
- 2021
  - 14e étape du Tour d'Italie
  - Adriatica Ionica Race : 
    - Classement général
    - 2e étape
- 2022
  - 2e du Tour des Asturies
- 2023
  - Tour des Asturies : 
    - Classement général
    - 2e étape
- 2024
  - 8e du Tour du Guangxi
  - 10e du Tour de Catalogne
- 2025
  - 2e étape du Tour de Romandie
  - Tour d'Italie :
    -  Classement de la montagne
    -  Prix de la combativité

  - 2e du Tour de Burgos
  - 3e de l'Ardèche Classic
  - 4e du Tour de Romandie

### Résultats sur les grands tours

#### Tour d'Italie
5 participations
- 2021 : 16e, vainqueur de la 14e étape
- 2022 : 15e
- 2023 : 21e
- 2024 : 12e
- 2025 : 24e,  vainqueur du classement de la montagne,  vainqueur du classement de la combativité

#### Tour d'Espagne
1 participation
- 2024 : 16e

### Classements mondiaux
| Année                                 | 2016  | 2017  | 2018  | 2019 | 2020 | 2021 | 2022 | 2023 | 2024 |
| ------------------------------------- | ----- | ----- | ----- | ---- | ---- | ---- | ---- | ---- | ---- |
| Classement mondial                    | 2282e | 2475e | 2039e | 811e | 477e | 160e | 236e | 206e | 154e |
| UCI Europe Tour                       | 1512e | 1604e | 1356e | 591e | 394e | 137e | 193e | nc   | 125e |
|                                       |       |       |       |      |      |      |      |      |      |
| Légende : nc = non classéSource : UCI |       |       |       |      |      |      |      |      |      |